# Praia de Coqueirinho do Norte
Vista da Praia de Coqueirinho do Norte

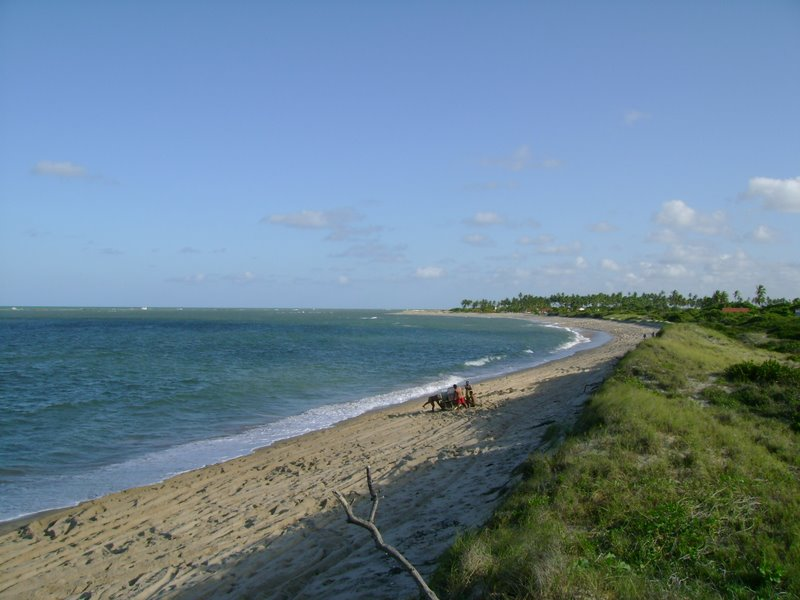
Vista Panorâmica da Praia

Coqueirinho do Norte é uma praia brasileira do município de Marcação, no estado da Paraíba. É Uma das mais belas Praias do Litoral Paraibano e que é o berço do encontro das águas do Rio Caieiras com o Mar. 
A praia possui águas limpas, Cruzando uma ponta de areia, e já é mar. Se tornou muito mais acessível após a construção da Estrada de ligação da Praia à PB-041 trazendo para os visitantes a riqueza desta Praia indígena Potiguara. 
Possui falésias avermelhadas, a água do mar varia entre o verde e o azul, e a vegetação revela-se preservada. Existem estrutura de várias barracas com banheiros e chuveiros para o visitante e na culinária deliciosos pratos de frutos do mar. Os visitantes podem aproveitar também um delicioso banho de mar, ou retornar para o banco de areia, onde estará canoeiros a espera para fazer o trajeto de volta pelo rio.